# NGC 6951
NGC 6951 este o galaxie seyfert de tip 2⁠(d) situată în constelația Cefeu. A fost descoperită în 14 septembrie 1885 de către Jérôme Eugène Coggia. Se află la o distanță de 18,79 megaparseci de Pământ.